# Visit Wales

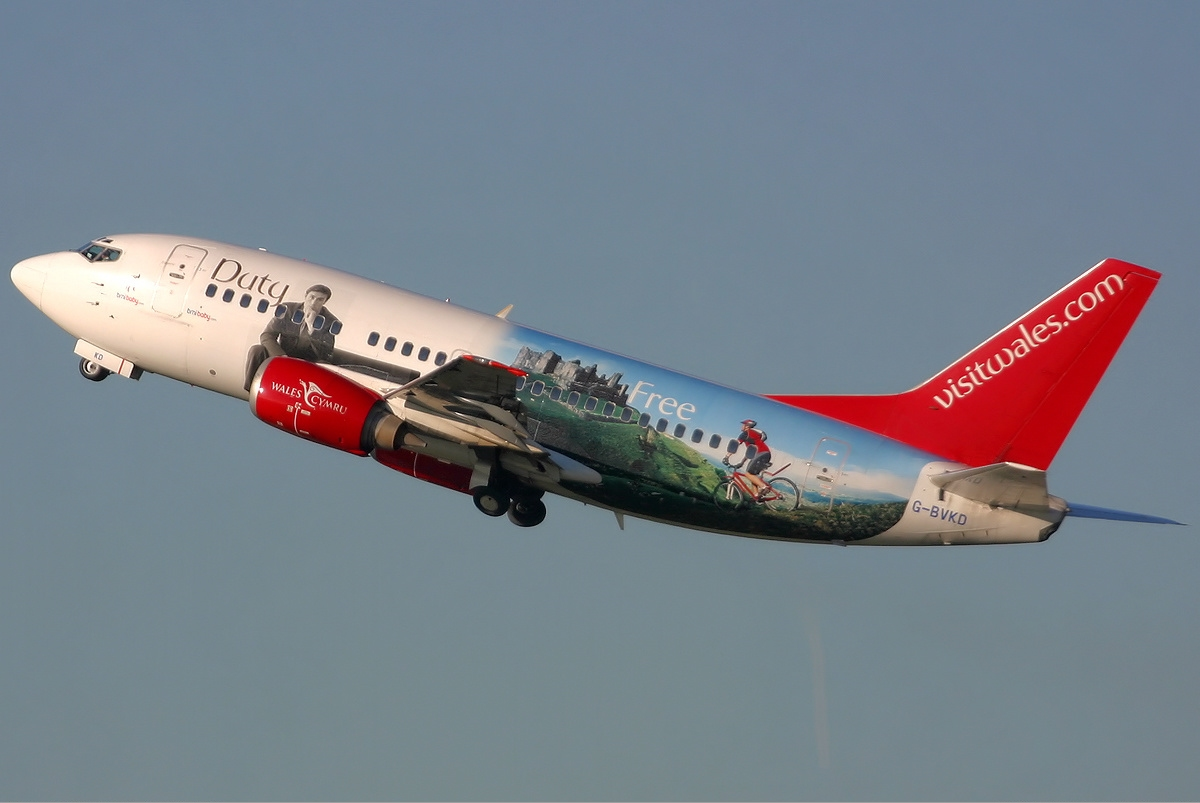
Visite o País de Gales sendo anunciado em um logojet Bmibaby Boeing 737-500.

Visite o País de Gales ( Galês: Croeso Cymru ) ) é a equipe de turismo do governo galês no Departamento do Patrimônio para promover o turismo galês e ajudar o setor de turismo.
O Visit Wales assumiu as funções do antigo Conselho de Turismo do País de Gales, um órgão público patrocinado pela Assembléia. O papel do Visit Wales é apoiar o setor de turismo galês, melhorar o turismo no país de Gales e fornecer uma estrutura estratégica dentro da qual as empresas privadas possam alcançar crescimento e sucesso sustentáveis, melhorando assim o bem-estar social e econômico do país de Gales. A missão do Visit Wales é "maximizar a contribuição do turismo para a prosperidade econômica, social e cultural do país de Gales".
O orçamento da linha de base no Conselho de Turismo do País de Gales para 2005/2006 foi de £ 22,6 milhões.

## Pano de fundo
Os turistas gastam mais de 8 milhões de libras por dia em viagens no País de Gales, totalizando cerca de 3 bilhões de libras por ano. Em termos diretos, o turismo contribui com 3,7% do valor agregado de toda a economia no País de Gales. Aproximadamente 100.000 pessoas no País de Gales estão empregadas no turismo, representando cerca de 9% da força de trabalho.
Mais de um milhão de viagens são realizadas anualmente no País de Gales por turistas estrangeiros. O Reino Unido em geral é responsável por 93% das viagens turísticas ao País de Gales. Setenta por cento dos turistas no País de Gales vêm de outras partes do Reino Unido para férias, 20% para visitar amigos ou parentes e 7% para uma viagem de negócios. Cinqüenta por cento das viagens de turistas do Reino Unido ao País de Gales vão para o interior ou para pequenas cidades / vilarejos. As origens mais populares dos visitantes estrangeiros são República da Irlanda, Estados Unidos e Alemanha.  
As atividades mais populares realizadas pelos turistas no País de Gales são: caminhar, nadar, visitar atrações históricas como castelos e visitar museus e galerias. A atração mais popular no país de Gales é o Museu da Vida Galesa, que atrai mais de 600.000 visitantes anualmente.
Em acomodações com serviço no País de Gales, existem mais de 80.000 vagas disponíveis.

## Anos Temáticos
Em 2015, o governo galês anunciou um plano de três anos, impulsionado pela Visit Wales, para promover o país de Gales com base em uma série de temas anuais:
- O ano da aventura em 2016 [2]
- O ano das lendas em 2017 [3]
- O Ano do mar em 2018

Isso foi estendido para:
- O ano da descoberta em 2019 [4]
- O ano de atividades ao ar livre em 2020/2021 [5]

Foi afirmado que estes anos temáticos são:
- uma ambição de longo prazo de crescer uma marca mais forte e mais definida para o turismo no País de Gales
- a oportunidade de concentrar o investimento e a inovação no turismo
- a necessidade de gerar um aumento no volume e no valor de visitantes para o país de Gales a cada ano.

## Centros de Informações Turísticas
Existem 65  centros de informações turísticas em todo o país de Gales, oferecendo informações locais, serviços de reservas de acomodações e outros serviços.
Esta rede de centros oferece um serviço aos 13 milhões de visitantes que vêm ao país de Gales todos os anos. Eles são administrados por mais de 40 autoridades administrativas diferentes e a Visit Wales coordena a rede para definir e monitorar padrões de apresentação, informações e atendimento ao cliente.

## Coronavírus - Pandemia COVID-19
O Visit Wales mudou sua campanha proeminente de "Visit Wales" no final de março de 2020 devido ao grande número de visitantes do País de Gales e do Reino Unido nos pontos turísticos de "Visit Wales. Mais tarde." Além disso, eles declararam: "Por favor, não visite o País de Gales neste momento e evite todas as viagens desnecessárias dentro do País de Gales".

## Conselho de História do País de Gales
O Conselho de Turismo do País de Gales foi criado em 1969 como resultado da Lei de Desenvolvimento do Turismo de 1969 e seu papel foi aprimorado após a Lei do Turismo (promoção no exterior) (País de Gales) de 1992. Uma "Ordem de Abolição" foi aprovada pela Assembléia Nacional do País de Gales em 23 de novembro de 2005 e a transferência total de funções para o Governo da Assembléia de Gales foi realizada em 1 de abril de 2006. Nesse dia, o Conselho de Turismo do País de Gales deixou de existir.